# Calosphaeriopsis
Calosphaeriopsis — рід грибів. Назва вперше опублікована 1941 року.

## Класифікація
До роду Calosphaeriopsis відносять 1 вид:
- Calosphaeriopsis huberiana